# Роскоммон (графство)
Роско́ммон (ирл. Ros Comáin, англ. Roscommon) — графство на севере Ирландии. Входит в состав провинции Коннахт на территории Республики Ирландии. Административный центр и крупнейший город — Роскоммон. Население — 64 065 человек (22-е место среди графств Республики Ирландия; данные 2011 г.).

## География
Площадь территории 2548 км² (9-е место).